# Kanadas monarki
Kanada är en suverän stat som är en konstitutionell monarki. Landet är i personalunion med Storbritannien och 14 andra suveräna stater, så kallade samväldesriken (däribland Australien, Jamaica och Nya Zeeland). Samma person som är Storbritanniens monark är också Kanadas monark. Den kanadensiska kronan är dock ett ämbete för sig och den regerande monarken får inte överlägga med sina andra regeringar i inhemskt kanadensiska frågor. Den brittiska tronföljden gäller sålunda även för Kanada.
Monarkens personliga representant i landet är Kanadas generalguvernör, som utses av monarken på förslag av Kanadas premiärminister. Generalguvernören fullgör de flesta av monarkens ämbetsuppgifter som vicekunglig representant och har, enligt ett kungligt brev från 1947, delegerats de flesta av befogenheterna som tillkommer monarken enligt Kanadas konstitution. Generalguvernören sägs ibland vara landets de facto statschef. I provinsstyrena representeras monarken av viceguvernören i respektive provins.
Hans Majestät kung Charles III är sedan den 8 september 2022 Kanadas Konung (engelska: King of Canada; franska: Roi du Canada).

## Historik

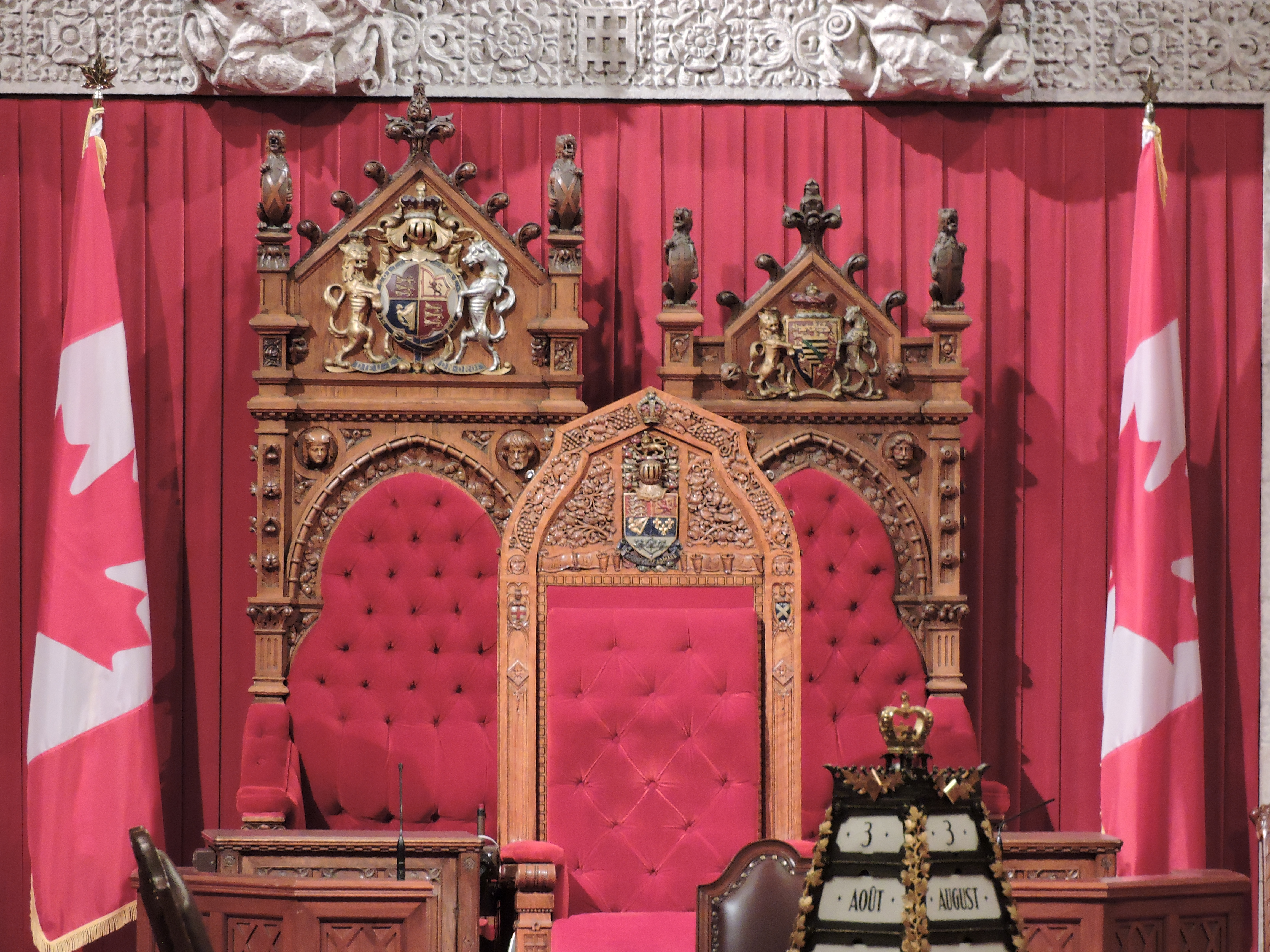
Tronen för monarken och dennes gemål i senatens kammare i Kanadas parlament på Parliament Hill i Ottawa. Den mindre tronen framför är för senatens talman.

Den engelskspråkiga befolkning i nuvarande Ontario, Quebec och Nova Scotia bestod ursprungligen till stor del av lojalister som var flyktingar från den förlorande sidan i upproret i de 13 nordamerikanska kolonier som 1776 förklarade sig självständiga från Storbritannien. Lojaliteten till den brittiska kronan har under lång tid varit en identitet som utmärkte de engelsktalande i Brittiska Amerika.
Den kanadensiska kronan tillkom 1867 i och med att den första Brittiska Nordamerikaakten antogs i Storbritanniens parlament och erhöll kunglig sanktion av drottning Victoria och Brittiska Nordamerika skapades. 1907 ombildades Brittiska Nordamerika till Dominionen Kanada. Det brittiska parlamentet antog 1931 Westminsterstatuten som gjorde dominionerna i praktiken självstyrande.
Den nuvarande kungens morfar kung Georg VI var 1939 den förste regerande monarken som besökte Kanada och sedan dess har den sittande monarken och andra medlemmar av kungafamiljen regelbundet besökt landet. De sista formella banden till Storbritannien (bortsett från personalunionen) kapades 1982 i och med att Konstitutionsakten antogs av Kanadas parlament och därefter erhöll kunglig sanktion av drottning Elizabeth II och kontrasignerades av Kanadas premiärminister Pierre Trudeau.

## Kanadas monarker sedan 1867
Huset Hannover
| Porträtt | Namn                                     | Tillträdde  | Avgick          |
| -------- | ---------------------------------------- | ----------- | --------------- |
| Victoria | Victoria (24 maj 1819 – 22 januari 1901) | 1 juli 1867 | 22 januari 1901 |

Huset Sachsen-Cobourg & Gotha samt Huset Windsor
| Porträtt     | Namn                                            | Tillträdde                      | Avgick                          |
| ------------ | ----------------------------------------------- | ------------------------------- | ------------------------------- |
| Edvard VII   | Edvard VII (9 november 1841 – 6 maj 1910)       | 22 januari 1901                 | 6 maj 1910                      |
| Georg V      | Georg V (3 juni 1865 – 20 januari 1936)         | 6 maj 1910                      | 20 januari 1936                 |
| Edvard VIII  | Edvard VIII (23 juni 1894 – 28 maj 1972)        | 20 januari 1936                 | 11 december 1936                |
| Georg VI     | Georg VI (14 december 1895 – 6 februari 1952)   | 11 december 1936                | 6 februari 1952                 |
| Elizabeth II | Elizabeth II (21 april 1926 – 8 september 2022) | 6 februari 1952                 | 8 september 2022                |
| Charles III  | Charles III (född den 14 november 1948)         | Kung sedan den 8 september 2022 | Kung sedan den 8 september 2022 |

## Personliga flaggor

Kung Charles III:s personliga flagga i Kanada
Prins Williams personliga flagga i Kanada